# Mitochytridium ramosum
Mitochytridium ramosum är en svampart som beskrevs av P.A. Dang. 1911. Mitochytridium ramosum ingår i släktet Mitochytridium och familjen Endochytriaceae.   Inga underarter finns listade i Catalogue of Life.